# Jamont Gordon
Jamont Gordon (Nashville, 16 marzo 1987) è un ex cestista statunitense.

## Carriera
Nato a Nashville, Tennessee, il 16 marzo 1987, è proprio nella sua città che si è messo in luce con la Oak Hill Academy nel 2004-05 totalizzando 19,1 punti, 7,6 rimbalzi, 4,2 assist e 2,8 recuperi a gara, meritando così chiamata e borsa di studio l'estate successiva da parte di Mississippi State per un triennio in costante progressione, chiuso a quota 17,2 punti, 6,6 rimbalzi, 4,9 assist ed 1,1 recuperi di media nelle 34 del 2007-08.
Nell'estate seguente ha giocato la summer league di Las Vegas con la maglia dei Philadelphia 76ers: 10,6 punti, 3,4 rimbalzi e 4,0 assist nelle 5 apparizioni, restando in campo per 27,8 minuti a sera sotto gli occhi degli osservatori biancoblù.
Giocatore mancino che sa segnare in più modi, di grande personalità e senza paura nel caricarsi addosso la responsabilità delle giocate decisive - alle summer league ha dato la vittoria ai 76ers sui Toronto Raptors con un lay-up sulla sirena finale - le sue caratteristiche principali sono però da una parte quella di essere un autentico mastino difensivo, capace di aggredire il diretto avversario, e dall'altra di essere un rimbalzista fuori dalla norma, il tutto sfruttando al meglio fisico ed atletismo da ala piccola, che lo portano a poter ricoprire addirittura tre ruoli in entrambe le metà del campo.

## Palmarès

### Squadra
- Campionato croato: 1

Cibona Zagabria: 2009-10
- Campionato russo: 2

CSKA Mosca: 2010-11, 2011-12
- Campionato turco: 1

Galatasaray: 2012-13
- VTB United League: 1

CSKA Mosca: 2011-12

### Individuale
- MVP finals Lega Adriatica: 1

Cibona Zagabria: 2009-2010
- MVP Finali Campionato Turco:1

Galatasaray: 2012-2013